# Norridgewock (condado de Somerset)
Norridgewock es un lugar designado por el censo (en inglés, census-designated place, CDP) ubicado en el condado de Somerset, Maine, Estados Unidos. Según el censo de 2020, tiene una población de 1351 habitantes.
Está situado en el municipio homónimo. 

## Geografía
Está ubicado en las coordenadas 44°43′22″N 69°45′47″O / 44.72278, -69.76306. Según la Oficina del Censo de los Estados Unidos, tiene una superficie total de 29.77 km², de la cual 28.68 km² corresponden a tierra firme y 1.19 km² son agua.

## Demografía
Según el censo de 2020, hay 1351 personas residiendo en la zona. La densidad de población es de 47.11 hab./km². El 94.5% de los habitantes son blancos, el 0.4% son afroamericanos, el 0.4% son amerindios, el 0.1% son asiáticos, el 0.1% es isleño del Pacífico, el 0.4% son de otras razas y el 4.1% son de una mezcla de razas. Del total de la población, el 1.2% son hispanos o latinos de cualquier raza.